# 阿比隕石
阿比（英語：Abee）是1952年6月9日墜落於加拿大亞伯達的頑火輝石球粒隕石，是世界上唯一因撞擊而熔化的EH4角礫岩隕石。

## 歷史
阿比隕石於1952年6月9日11:05pm墜落，從6尺 (1.8米) 深的坑穴內發現了一顆170公斤的隕石。
它是於墜落的5天後才在加拿大亞伯達省阿比，屬於Harry Buryn 的麥田中發現的；這是位於索希爾德縣的一個社區，沿著加拿大國家鐵路和63號高速公路，索希爾德縣在北方16公里 (9.9英哩)，和距離波伊爾49公里 (30英哩)。

## 外部連結
- ScienceDirect: Abee and related EH chondrite impact-melt breccias Archive.today的存檔，存档日期2013-01-05